# Cucullia beata
Cucullia beata là một loài bướm đêm trong họ Noctuidae.